# Sayag Jazz Machine
I Sayag Jazz Machine sono una band francese che unisce il Jazz e la d'n'b, il tutto accompagnato da video dall'estetica elaborata.
Nati nel 2002, i Sayag Jazz Machine sono un gruppo di musica elettronica che si definisce come un "Jungle-jazz dalle influenze multiple e immaginifiche". Sul palco combinano musica e animazioni video.
Hanno partecipato a numerosi festival francesi (Printemps de Bourges, Ososphère, Chorus des Hauts-de-Seine, Francofolies de la Rochelle, Marsatac) e si sono esibiti anche in altri paesi (Gran Bretagna, Germania, Belgio, Svizzera, Ungheria, Serbia, Repubblica Ceca, Polonia, Messico).

## Membri
- Charly Amadou Sy (Scratch)
- Pierre-Yves Le Jeune (Fisarmonica, Contrabbasso e Violoncello)
- Nicolas Scheid (Sassofono, Flauto e Clarinetto)
- Christophe Vermand (Programmazione e Tastiere)
- Laurent Meunier (Videomaker)

## Discografia
- Testpressing (2001)
- Repressing Remix (2002)
- Anachromic (2004)
- Anachromix Experience Remix (2006)
- No me digas (2007)